# Сатанізм Ла-Вея

Знак Бафомета — офіційний символ Церкви Сатани

Сатанізм Ла-Вея — світогляд та офіційна філософія Церкви Сатани, положення якої було сформульовано в 1960-ті Антоном Ла-Веєм, автором «Біблії Сатани» та засновником Церкви Сатани. Сатанізм як «новий тип релігії» (Ла-Вей) являє собою сучасний рух, який налічує декілька мільйонів послідовників по всьому світові.
Сатана в сатанізмові сприймається як позитивний символ світогляду — символ свободи, самовдосконалення та егоїзму (так званого розумного егоїзму). Відповідно до Ла-Вея, «Сатана — це символ, нічого більше. Сатана символізує нашу любов до всього земного та заперечення блідого безтілесного образу Ісуса на хресті».

## Історія
Сучасний сатанізм як філософія та заснована на ній релігія був сформульований в США в 1960-ті роки Антоном Шандором Ла-Веєм, який зібрав довкола себе найрізноманітніших людей та присвятив життя творчості та вивченню особливостей людської поведінки. Джерела його лежать в 1950-х роках, коли Ла-Вей заснував спільноту, названу ним Орденом Трапезоїду, яка об'єднала людей, які досліджували окультизм та практикували сукупність магії та гедоністичної егоїстичної філософії Ла-Вея. Сам Ла-Вей визнавав, що на формування його світогляду повпливали твори Фрідріха Ніцше, Раґнара Рудобородого, Нікколо Макіавеллі, Айн Ренд, Джека Лондона, біографії таких відомих особистостей, як Василій Захарофф, граф Каліостро та Григорій Распутін.
Пізніше, накопичивши достатньо матеріалу та досвіду, Антон Ла-Вей прийшов до висновку, що для того, аби добитися певних змін в світі, просто ще однієї філософії недостатньо, необхідне офіційне визнання нестандартного світогляду як релігії, названої ним сатанізмом. В 1966 році у Ла-Вей заснував Церкву Сатани, а трьома роками пізніше, в 1969 році, опублікував «Біблію Сатани», в якій описуються основи сатанинського світогляду.
Незабаром сатанізм набуває офіційного статусу та заноситься до реєстру визнаних військовими силами США релігій (у зв'язку з запитом на сатанинське поховання морського офіцера — члена Церкви Сатани), проводяться перші сатанинські хрещення, весілля та поховання, які викликали інтерес преси. Восени 2004 року Британські збройні сили офіційно реєструють першого сатаніста, тим самим публічно визнаючи статус сатанізму як однієї з практикованих релігій в світі.

## Сатанинські організації

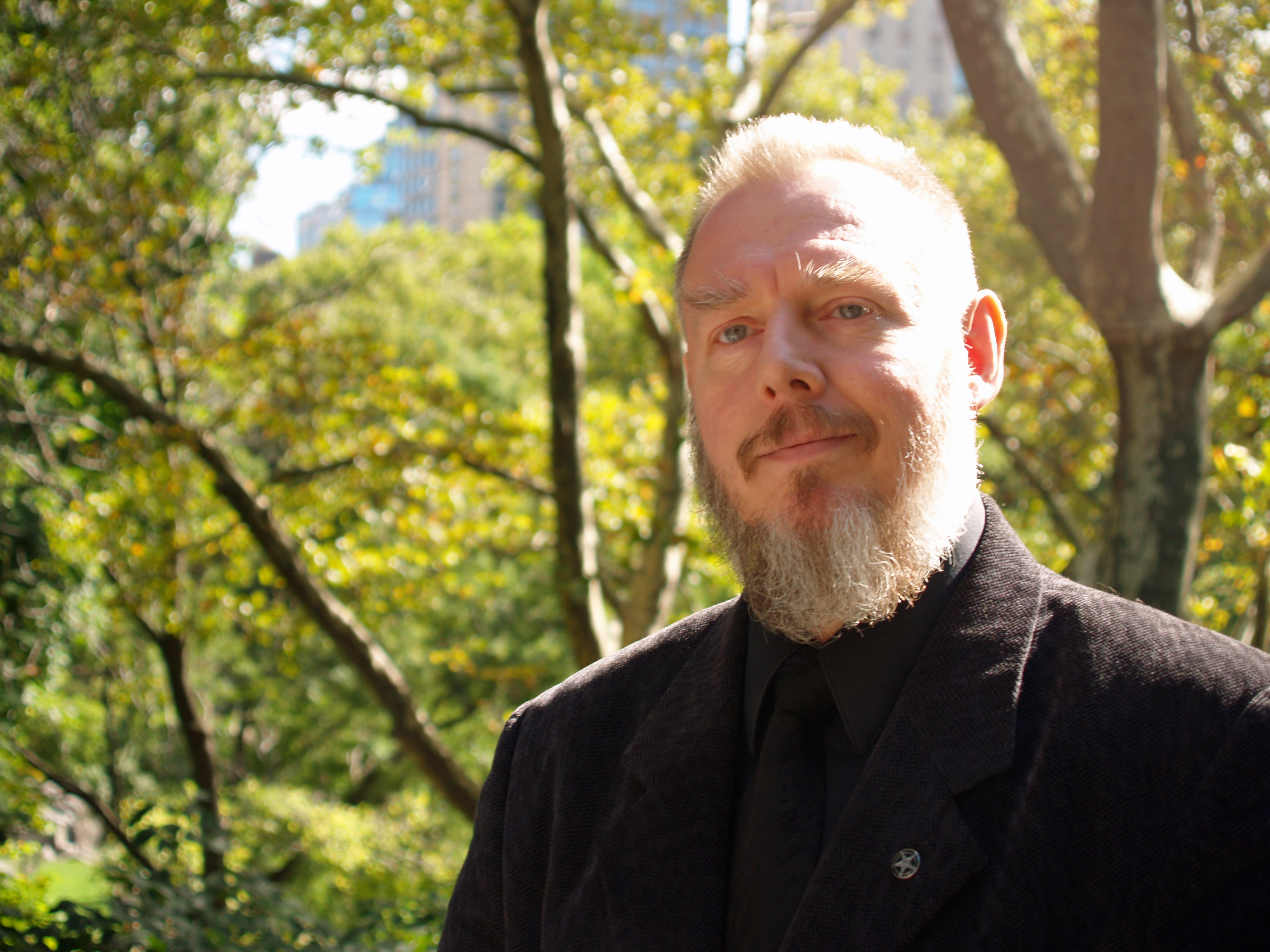
Верховний жрець Церкви Сатани — Пітер Ґілмор

Церква Сатани (англ. Church of Satan) — найдавніша та найбільша сатанинська організація, чисельність якої приблизно складає декілька тисяч осіб в усьому світі. Точна кількість осіб, які входять до організації, невідома, оскільки вона не надає відомостей про свій склад та не вимагає публічного оголошення про факт свого членства. Штаб-квартира Церкви Сатани в даний момент перебуває в Нью-Йорку, а посаду верховного жреця обіймає магістр Пітер Ґілмор.
В середині 1970-х років колишній член Церкви Сатани, Майкл Аквіно, заснував Храм Сета — організацію, яка має ідеологію, засновану на власній інтерпретації давньоєгипетських міфів, з нахилом в сторону містицизму. Члени Храму Сета позиціонують себе як «сетіянці», тому, грубо кажучи, його не слід називати організацією, яка в будь-якій мірі практикує сатанізм.
Старша донька Антона Ла-Вея, Карла Ла-Вей, у 1999 році заснувала невелику організацію під назвою Перша Сатанинська Церква (англ. First Satanic Church), ідеологія якої заснована на філософії Ла-Вея. Інших хоч трохи значних організацій, які практикують сатанізм, на даний момент не зареєстровано..

## Філософія сатанізму
Принципи сатанізму можна узагальнити таким чином:
- перевага інстинктів над утриманням;
- повноцінне існування на заміну духовних мрій;
- прагнення до пізнання замість самоомани;
- відповідь оточуючим за їх заслуги замість любові до невдячних;
- помста на заміну підставляння щоки;
- відповідальність за свої дії та їх наслідки;
- суцільний розгляд людини без заперечення його тваринної складової.

### Фундаментальнийіндивідуалізм
Сатанізм нерідко та помилково називають ідеологією, яка породжує жорстокість та безвідповідальну поведінку, але подібні твердження розходяться з основами сатанинської етики, оскільки принцип «відповідальності перед відповідальними» ставить на перше місце особисту відповідальність індивіда — перш за все перед самим собою — за здійснювані ним вчинки (а соціальні контакти з людьми, які проявляють безвідповідальну поведінку, рекомендується зводити до мінімуму).
Центральна ідея сатанізму, успадкована від Ніцше, полягає в тому, що індивідуум повинен власними силами знайти для себе ціль та сенс життя та перебороти масовий конформізм; сатаніст розглядається у вигляді еквівалента ніцшеанській «надлюдині». Антон Ла-Вей вважав, що «сатаністами народжуються, а не стають» (в тому розумінні, що прагнення до індивідуалізму та саморозвитку, зазвичай, проявляється протягом життєвого шляху з ранніх років), також відомим є його напівжартівливе твердження, що сатаністи «страждають хворобою під назвою незалежність, яку слід визнати так само, як визнано й алкоголізм». Сатанізм містить в собі елементи лібертаріянства (у відношенні індивідуальних прав та свобод людини) та має певну подібність до позиції лібертинізму (у відношенні заперечення права суспільства регламентувати та обмежувати індивідуальні моральні цінності та сексуальні вподобання): сатаністи є прихильниками соціальної різноманітності, розкриття та розвитку сексуальності, особистісного розвитку, віднайдення (створення) власного індивідуального сенсу життя та досягнення своїх життєвих цілей. Завдяки такому акцентові на індивідуальність сатанізм вважається філософією «Шляху лівої руки».

### Концепція «Бога» в сатанізмі
Сатаністи не вірять в юдео-християнську концепцію Бога, й більшість з них вважають себе агностиками та атеїстами. Дані релігієзнавчого дослідження, проведеного 2001 року, підтверджують це, а також показують, що переважна більшість сатаністів визначають Сатану як символ, архетипний образ, неперсоналізовану природну силу (пор. рівноважний принцип Ла-Вея) або який-небудь інший «антитеїстичний» концепт. Сатанізм визнає кожну людину своїм власним богом чи богинею, оскільки, за переконанням Ла-Вея, саме людська психіка є творцем всіх богів та будь-якої релігії, а не навпаки:
Всі релігії духовної природи винайдені людиною. Вона створила цілу систему богів без допомоги будь-чого ще, крім її власного фізичного мозку. Лишень тому, що в неї є его й вона не здатна прийняти цей факт, людина екстерналізувала своє его в певний великий духовний засіб, названий нею «Богом» (Ла-Вей, 1969)
Таким чином, як вважають Ла-Вей та інші сатаністи, якщо всі боги створені людиною, поклоніння спроектованим у зовнішній психічний простір «божествам», за визначенням, є поклонінням їх творцю, тобто самому суб'єктові. Таким чином, для сатаніста більш раціональним було б інтерналізувати самого бога й, таким чином, поклонятися собі самому. Дані переконання, вочевидь, перебувають в прямій відповідності з положеннями гештальттерапії Фріца Перлза та іншими фрейдистськими та постфрейдистськими школами психології середини XX століття; сам Ла-Вей зазначав, що сатанинські принципи засновано на відкриттях сучасної йому психології, що дозволяє назвати сатанізм унікальною релігією.
Сатаністи зазвичай скептично оцінюють «божественні одкровення», які входять до канону різноманітних духовних традицій; більш того, за переконанням сатаністів, практикована ними філософія обіймає антагоністичну позицію у ставленні до так званих «життєзаперечних» релігій — релігій, які надають перевагу посмертному існуванню в шкоду нинішнього, «плотського», життя.

### Lex talionis
Іншим важливим елементом сатанинського світогляду є принцип, відомий як «Lex talionis» (в Біблії, наприклад, сформульований як «око за око, зуб за зуб»), який полягає в тому, аби «вести себе з іншими так, як вони поводять себе з тобою». Ла-Вей не був згоден з християнським Золотим правилом, яке вимагало від людини «вести себе з іншими так, як вона хоче, аби люди вели себе з нею», вважаючи його психологічно шкідливим. За Ла-Веєм, кохання, співчуття та симпатія повинні бути спрямовані лише на тих, хто цього заслуговує, а не розпилюватися на невдячних, так як це є енергетично більш економно та розумно; «якщо „поводитись з людьми так, як хочете, аби вони поводились з вами“, а ті поставляться до вас погано, буде проти людської природи продовжувати ставитись до них з повагою. Ви можете чинити з іншими, як хочете, аби вони чинили з вами, але якщо ваша доброта залишиться без відповіді, до них треба буде віднестися з тією ненавистю, якої вони заслуговують».
Відновлення Lex talionis входить до складу так званого «Пентагонального ревізіонізму» — офіційної соціально-політичної програми Церкви Сатани.
Написаний Ла-Веем сатанинський гімн містить наступні строчки:

Furies from Hell are diving down!

«Lex Talionis» is their cry!

Напряму з принципом таліону (постаючи певним чином його менш буквальним варіантом) в сатанинському світогляді пов'язаний принцип активного протистояння ворогам: «…якщо людина вдарить тебе по одній щоці, ВДУХОПЕЛЬ її в іншу! Набий цілий бік її, адже самозбереження — вищий закон!» («Біблія Сатани», 1969).

### Дев'ять сатанинських заповідей
1. Сатана уособлює творіння, а не утримання!
2. Сатана уособлює життєву сутність замість нездійсненних духовних мрій.
3. Сатана уособлює незаплямовану мудрість замість лицемірної самоомани!
4. Сатана уособлює милість до тих, хто її заслужив, замість любові, витраченої на підлабузників!
5. Сатана уособлює помсту, а не підставляє після удару другу щоку!
6. Сатана уособлює відповідальність для відповідальних замість співчуття до духовних вампірів.
7. Сатана уявляє людину всього лише ще однією твариною, іноді кращою, частіше ж гіршою, аніж ті, які ходять на чотирьох лапах; твариною, яка внаслідок свого «божественного, духовного та інтелектуального розвитку» стала найнебезпечнішою з усіх тварин!
8. Сатана уособлює всі так звані гріхи, оскільки вони ведуть до фізичного, розумового та емоційного задоволення!
9. Сатана був найкращим другом Церкви в усі часи, підтримував її справи всі ці роки!

Восьма заповідь означає й те, що сатанізм на відміну від багатьох консервативних ідеологій та релігій є толерантним (за умови дотримання принципу відповідальності перед відповідальними) щодо, наприклад, гомосексуальності, бісексуальності, фетишизму та деяких інших сексуальних практик, які тривалий час підпадали під категорію табу в західному світі. Вочевидь, дане розуміння сатанізму значно відрізняється від побутового розуміння «культу зла».

### Одинадцять сатанинських правил на Землі
1. Не висловлюйте своєї точки зору та не давайте порад, якщо лише вас про це не попросять.
2. Не розповідайте про свої негаразди іншим, якщо лише ви не впевнені в тому, що вас хочуть вислухати.
3. В чужому барлогові висловлюйте повагу, або не з'являйтесь там взагалі.
4. Якщо гість вашого барлогу набридає вам, поводьтеся з ним жорстоко та безжалісно.
5. Не робіть спроб сексуального зближення, якщо лише не отримуєте сигнал запрошення.
6. Не беріть річ, яка не належить вам, якщо тільки вона не є тягарем для її хазяїна й він не просить про звільнення його від цього тягаря.
7. Визнайте силу магії, якщо вона була успішно вами застосована для досягнення ваших цілей. Якщо ви заперечуєте силу магії після того, як з успіхом нею скористались, ви втратите все досягнуте.
8. Не висловлюйте свого незадоволення з приводу того, що не має до вас жодного стосунку.
9. Не ображайте маленьких дітей.
10. Не вбивайте тварин окрім як для харчування та при захистові від їх нападу.
11. Перебуваючи на відкритій території, не заважайте нікому. Якщо хтось заважає вам, попросіть його припинити. Якщо він не припиняє, знищте його.

## Дев'ять сатанинських «гріхів»
Основними «гріхами», тобто якостями, якими сатаністу не рекомендовано володіти, вважаються:
1. Неосвіченість (найважчий гріх в сатанізмі).
2. Пиха.
3. Соліпсизм.
4. Претензійність.
5. Стадний конформізм.
6. Відсутність широти поглядів.
7. Незнання досвіду поколінь.
8. Контрпродуктивна пиха.
9. Відсутність естетичного початку.[11]

## Сатанізм Ла-Вея та звинувачення в злочинній діяльності
У 1980-ті року в бік сатаністів та Церкви Сатани полетіла велика кількість критики, в головному зі сторони телевізійних євангелістів, які стверджували, що в США існує розгалужена мережа сатаністів, чисельністю до кількох мільйонів, які проводять нелегальну діяльність (вбивства, зґвалтування, викрадення тощо) та пролізли в різноманітні держструктури. Звинувачувалось більше тридцяти абсолютно різноманітних, які не мали між собою практично нічого спільного, починаючи з Церкви Сатани та Ордену Східних Тамплієрів, та закінчуючи Церквою Іісуса Христа святих Останніх днів й рухом New Age. Даний феномен отримав назву «Сатанинська паніка». Але, розслідування ФБР виявило неправдивість подібних звинувачень.

Слід відзначити, що більша частина звинувачень, таких як вандалізм на цвинтарях, зґвалтування, ритуальні вбивства, викрадення новонароджених тощо не є елементом практик сатанізму Ла-Вея, так як, з однієї сторони, суперечать засадам даної релігії та філософії, з іншої — Церква Сатани не підтримує незаконної діяльності; але подібне може бути практиковане іншими організаціями або сектами, які також зараховують себе до сатанинських: 
Оберігайтеся культів, які пропонують сексуальні оргії та наркотики, або вбивство тварин від імені Сатани. Ви добре знаєте, це — не частина Сатанинських методів. Лідери таких культів копіюють дурнуваті історії про привидів та, вочевидь, знають менше, аніж Ви. Використовуйте здоровий глузд. Не дозволяйте будь-кому отримати владу над Вами для його або її власної порочності; досліджуйте ретельно мотиви.
Оригінальний текст (англ.)
Beware of cults offering sex orgies and drugs, or killing animals in the name of Satan. As you well know, these are not part of Satanic practices. The leaders are copying the lame-brain spook stories from Geraldo or Oprah and obviously know less than you do. Use common sense. Don’t let someone take advantage of you for his or her own perversity; examine motives carefully.
— Церква Сатани, «Satanic Bunco Sheet»

## Сатанізм в Росії
Офіційно на території Росії зареєстровані сатанинські організації є відсутніми. Але, за даними РСА, в Росії існує декілька приватних груп — об'єднань індивідуумів, які є членами Церкви Сатани, або ж які самостійно практикують сатанізм. Відомості деяких ЗМІ (в головному «жовтої» преси) та християнських організацій про різноманітність сатанинських організацій на території Росії через низький ступінь верифікації даних неможливо вважати дійсними.

## Символіка сатаністів
- Знак Бафомета — офіційний символ Церкви Сатани.
- Число звіра (666), будучи числом, описаним Біблією, є тісно асоційованим з сатанізмом символом, який, що правда, не несе за власними заявами сатаністів, будь-якого особливого для них значення та який використовується ними, швидше за все, для висміювання забобонів, які має масова свідомість стосовно даного числа.[17][18][19]

Ми не боїмося числа 666, рівно як й не надаємо йому будь-якого визначеного значення — те саме стосується й числа 13. З історичної точки зору, 666 — це ім'я імператора Нерона, скорочене до свого нумерологічного значення шляхом давньоєврейської гематрії. Сатаністи вважають це цікавою чудаковатістю, яка не має жодної реальної цінності, — за винятком тієї, що вона є свідоцтвом тривалої історії людських спроб прив'язати значення тому, що, якщо казати об'єктивно, такого не має.

### Книги А.Ш.Ла-Вея
- The Satanic Bible (Avon, 1969, ISBN 0-380-01539-0)
- The Complete Witch, or, What to do When Virtue Fails (Dodd, Mead, 1971, ISBN 0-396-06266-0); republished as The Satanic Witch (Feral House, 1989, ISBN 0-922915-00-8); re-released with an introduction by Peggy Nadramia, and an afterword by Blanche Barton (2003, ISBN 0-922915-84-9).
- The Satanic Rituals (Avon, 1972, ISBN 0-380-01392-4)
- The Devil's Notebook (Feral House, 1992, ISBN 0-922915-11-3)
- Satan Speaks!, introduction by Blanche Barton, foreword by Marilyn Manson (Feral House, 1998, ISBN 0-922915-66-0)
- Ла-Вей А. Ш. Сатанинская библия. М.: Unholy Words, Inc. (РЦС), 1996.
- Ла-Вей А. Ш. Записная книжка дьявола. М.: Unholy Words, Inc. (РЦС), 1996.
- Ла-Вей А. Ш. Сатанинские ритуалы. М.: Unholy Words, Inc. (РЦС), 1997.

### Книги про А.Ш.Ла-Вея
- Burton H. Wolfe. The Devil's Avenger: A Biography of Anton Szandor LaVey. — Pyramid Books, 1974. ISBN 0-515-03471-1 — Out of print. (Уривки з книги(рос.))
- Blanche Barton. The Secret Life Of A Satanist: The Authorized Biography of Anton LaVey. — LA.: Feral House, 1990, ISBN 0-922915-12-1
- Jack Fritscher. Popular Witchcraft: Straight from the Witch's Mouth; featuring Anton LaVey. — University of Wisconsin Press: Popular Press, 2004. ISBN 0-299-20300-X, hardcover, ISBN 0-299-20304-2, paperback.
- Бартон, Бланш. Тайная жизнь сатаниста: Авторизованная биография Антона Ла-Вея. — М.: Ультра.Культура, 2004. ISBN 5-98042-046-0

### Публікації П. Ґілмора
- Peter Gilmore. Satanism // The Encyclopedia of Religion and Nature. — L., NY.: Thoemmes Continuum, 2005. pp. 1483–1484. ISBN 1-84371-138-9
- Peter Gilmore. The Satanic Scriptures / Foreword by Blanche Barton, Biographical sketch by Peggy Nadramia, Illustrated by Timothy Patrick Butler. — Scapegoat Publishing, 2007. ISBN 978-0-9764035-9-3, ISBN 978-0-9764035-7-9
- Гилмор, Питер. Сатанинские писания. — Algol, 2008. ISBN 978-9949-15-857-7

### Публікації Б. Бартон
- Blanche Barton. The Church of Satan: A History of the World's Most Notorious Religion. — NY.: Hell's Kitchen Productions, 1990. ISBN 0-9623286-2-6 — Out of print

### Публікації про сатанізм
- Arthur Lyons. The second coming: Satanism in America. — NY., 1970.
- Arthur Lyons. Satan Wants You: The Cult of Devil Worship in America. — Mysterious Press, 1988, ISBN 0-89296-217-8; Warner Books, 1989, ISBN 0-445-40822-7 — Out of print
- Bill Ellis. Raising the Devil: Satanism, New Religions and the Media. — University Press of Kentucky, 2000.
- Gavin Baddeley, Paul Woods. Lucifer Rising: A Book of Sin, Devil Worship and Rock 'n' Roll. — Plexus Publishing (UK), 2000. ISBN 0-85965-280-7
- Gareth J. Medway. Lure of the Sinister: The Unnatural History of Satanism. — NY.: New York University Press, 2001.
- James R. Lewis. Satanism Today: An Encyclopedia of Religion, Folklore and Popular Culture. ABC-Clio Inc, 2001.
- Tony M. Kail. Cop's Guide to Occult Investigations: Understanding Satanism, Santeria, Wicca, and Other Alternative Religions. — Paladin Press, 2003.
- The Satanic Life: Living the Left Hand Path. — Diabolic Publications, 2007. ISBN 0-9791694-4-5

### Сайти
- Офіційний сайт Церкви Сатани(англ.)
- Прогрессор Сайт прогресивного сатанізму
- Description, Philosophies and Justification of Satanism(англ.)

### Критика філософії та публікації
- Vexen Crabtree, «Black Solstice's Holy War» (2001)(англ.)
- Rev. D. R. Deinsen, «Why I'm not a Satanist» (2001—2004)(англ.)
- Satanism — A Critique?(англ.)
- James R. Lewis, «Who Serves Satan? A Demographic and Ideological Profile», Marburg Journal of Religion, Volume 6, No. 2 (June 2001)(англ.)
- Сатанізм як світогляд // РСА, 2004—2006.
- Безрелігійна релігія // РСА, 2006.
- Інфантильний псевдосатанізм // РСА, 2006. (психологічно-психіатричний есей)
- Американський штиб життя та сатанізм
- Сакральний Сатанізм